# Alchisme laticornis
Alchisme laticornis är en insektsart som beskrevs av William D. Funkhouser 1940. Alchisme laticornis ingår i släktet Alchisme och familjen hornstritar. Inga underarter finns listade i Catalogue of Life.